# Варіаш
Варіаш (рум. Variaș) — село у повіті Тіміш в Румунії. Адміністративний центр комуни Варіаш.
Село розташоване на відстані 438 км на північний захід від Бухареста, 34 км на північний захід від Тімішоари.

## Населення
За даними перепису населення 2002 року у селі проживали 4048 осіб.
Національний склад населення села:
| Національність | Кількість осіб | Відсоток |
| -------------- | -------------- | -------- |
| румуни         | 2771           | 68,5%    |
| серби          | 502            | 12,4%    |
| угорці         | 379            | 9,4%     |
| цигани         | 210            | 5,2%     |
| українці       | 133            | 3,3%     |
| німці          | 34             | 0,8%     |
| словаки        | 6              | 0,1%     |

Рідною мовою назвали:
| Мова       | Кількість осіб | Відсоток |
| ---------- | -------------- | -------- |
| румунська  | 3019           | 74,6%    |
| сербська   | 491            | 12,1%    |
| угорська   | 351            | 8,7%     |
| українська | 105            | 2,6%     |
| циганська  | 39             | 1,0%     |
| німецька   | 30             | 0,7%     |